# Santa Maria de Martorelles
Santa Maria de Martorelles (em catalão e oficialmente) ou Santa María de Martorellas de Arriba é um município da Espanha, na comarca do Vallès Oriental, província de Barcelona, comunidade autónoma da Catalunha. Tem 4,49 km² de área e em 2021 tinha 882 habitantes (densidade: 196,4 hab./km²). Foi criado em 1927, por segregação do município de Martorelles.